# West Edmonton Mall

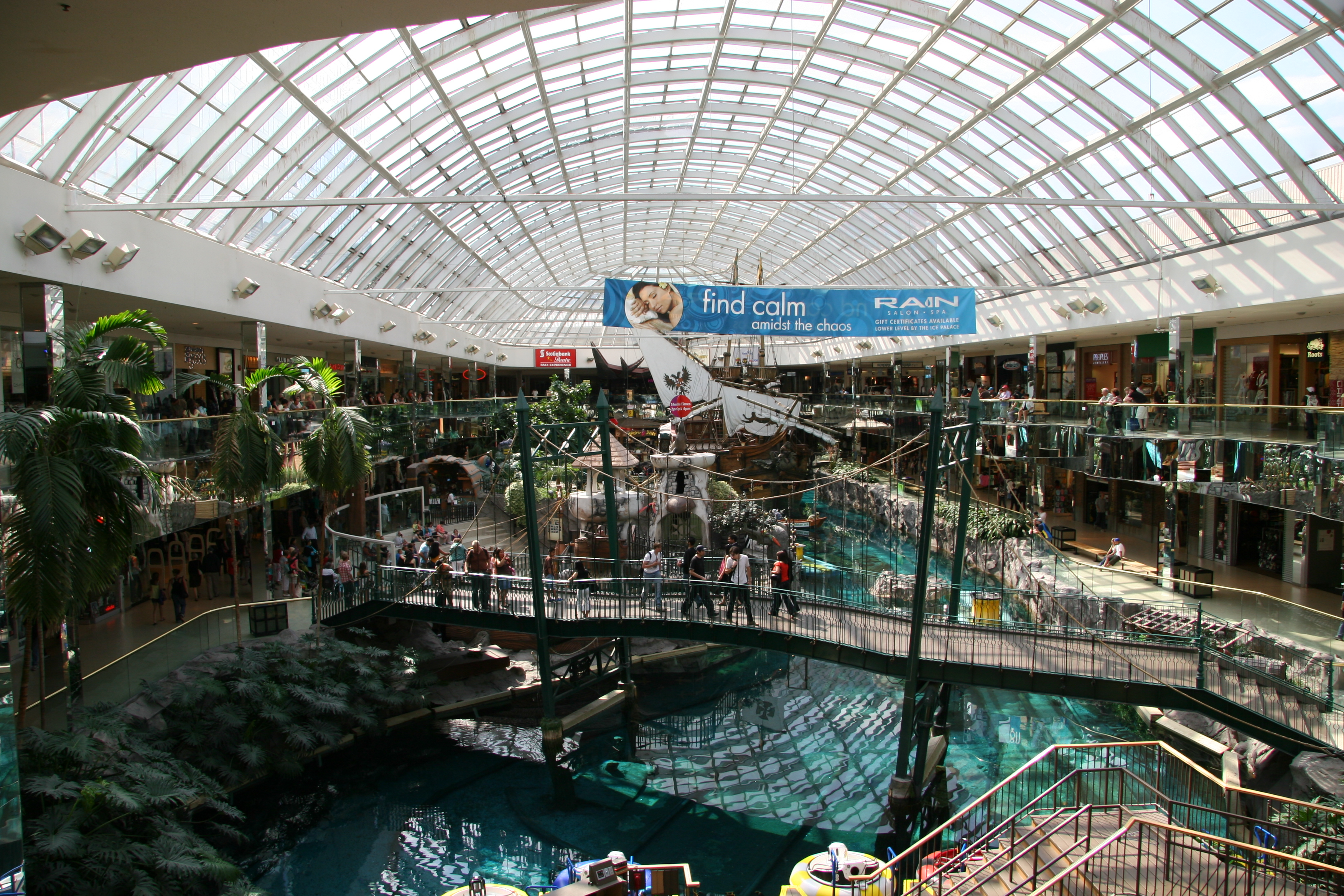
Mall

Die West Edmonton Mall (kurz: WEM) befindet sich in Edmonton, Alberta, Kanada.
23 Jahre lang, von 1981 bis 2004, war sie das größte Einkaufszentrum der Welt. Heute ist sie mit 350.000 m² Verkaufsfläche das größte Einkaufszentrum Nordamerikas und die Nummer sechs der Welt; die komplette Fläche des Komplexes beträgt allerdings 492.000 m². Damit ist die Mall die größte ihrer Art, nicht auf die Verkaufs-, sondern auf ihre Gesamtfläche bezogen.
Die Mall wurde in vier Phasen von 1981 bis 1998 errichtet. Nach Beendigung der letzten Bauphase umfasst sie nun eine Gesamtfläche von etwa 500.000 m². Die gesamten Baukosten beliefen sich auf etwa 1,2 Milliarden Kanadische Dollar.

## Geschichte
Ende 1940 verließ die wohlhabende persische Familie Ghermezian ihre Heimat und wanderte nach New York aus. Der Familienvater und Patriarch Jacob Ghermezian schickte seinen ältesten Sohn nach Montreal, um dort an der Universität zu studieren, um später einmal die familiären Geschäfte, den Handel mit wertvollen persischen Teppiche zu übernehmen. Zwischen 1960 und 1970 beschloss die Familie, nach Kanada einzuwandern, worauf sie sich in Edmonton niederließ. Ende der 1970er Jahre hatte die Familie die Idee, ein Einkaufszentrum zu eröffnen.
Der erste Teil des Einkaufszentrums mit rund 220 Geschäften und einigen Restaurants wurde im September 1981 eröffnet. Der zweite Teil folgte im September 1983; er war deutlich größer als der erste Teil und beinhaltete die Eisbahn, den Freizeitpark Galaxyland, weitere 240 Geschäfte sowie Restaurants und Cafés. Der dritte Teil des Einkaufscenters wurde im September 1985 eröffnet und beinhaltete den World Waterpark, Deep Sea Adventure, Dolphin Lagoon, Sea Life Caverns und das Professor Wem’s Adventure Golf. Durch Fertigstellung des dritten Teils wuchs die Fläche auf 570.000 m2

## Gegenwart
In der Mall gibt es knapp 800 Geschäfte und andere Einrichtungen, darunter die drei großen Kaufhäuser The Bay, Zellers und Sears. Es gibt 26 Kinosäle und ein IMAX-3D-Kino. Des Weiteren gibt es den Freizeitpark Galaxyland, ein Spaßbad, ein Aquarium, ein Eishockeyfeld, einen künstlichen See (Deep Sea Adventure) und mehr als 110 Restaurants. Das Spaßbad (World Waterpark) verfügt über 17 Rutschen, von denen die höchste 42 m hoch ist und eine Endgeschwindigkeit von über 50 km/h für den Wagemutigen erlaubt. Auch der höchste Indoor-Bungee-Turm der Welt steht hier im Bad. Der World Waterpark ist das größte Hallen-Freizeitbad Nordamerikas. 10.000 Besucher finden hier Platz. Der künstliche See beherbergt unter anderem einen Nachbau der Santa Maria. Für die 22 Millionen Besucher pro Jahr steht der größte Parkplatz der Welt mit 23.000 Stellplätzen zur Verfügung.
Rekorde des Einkaufszentrums:
- weltgrößter Indoor-Freizeitpark Nordamerikas
- weltgrößte Dreifach-Indoor-Looping-Achterbahn
- weltgrößter Indoor-Fluss
- weltgrößte Parkfläche
- weltgrößter festinstallierter Indoor-Bungeejumping-Turm
- weltgrößtes Wellenbad

## Film
2007 wurde der Großteil des Films Christmas in Wonderland in der West Edmonton Mall gedreht.

## Bildergalerie

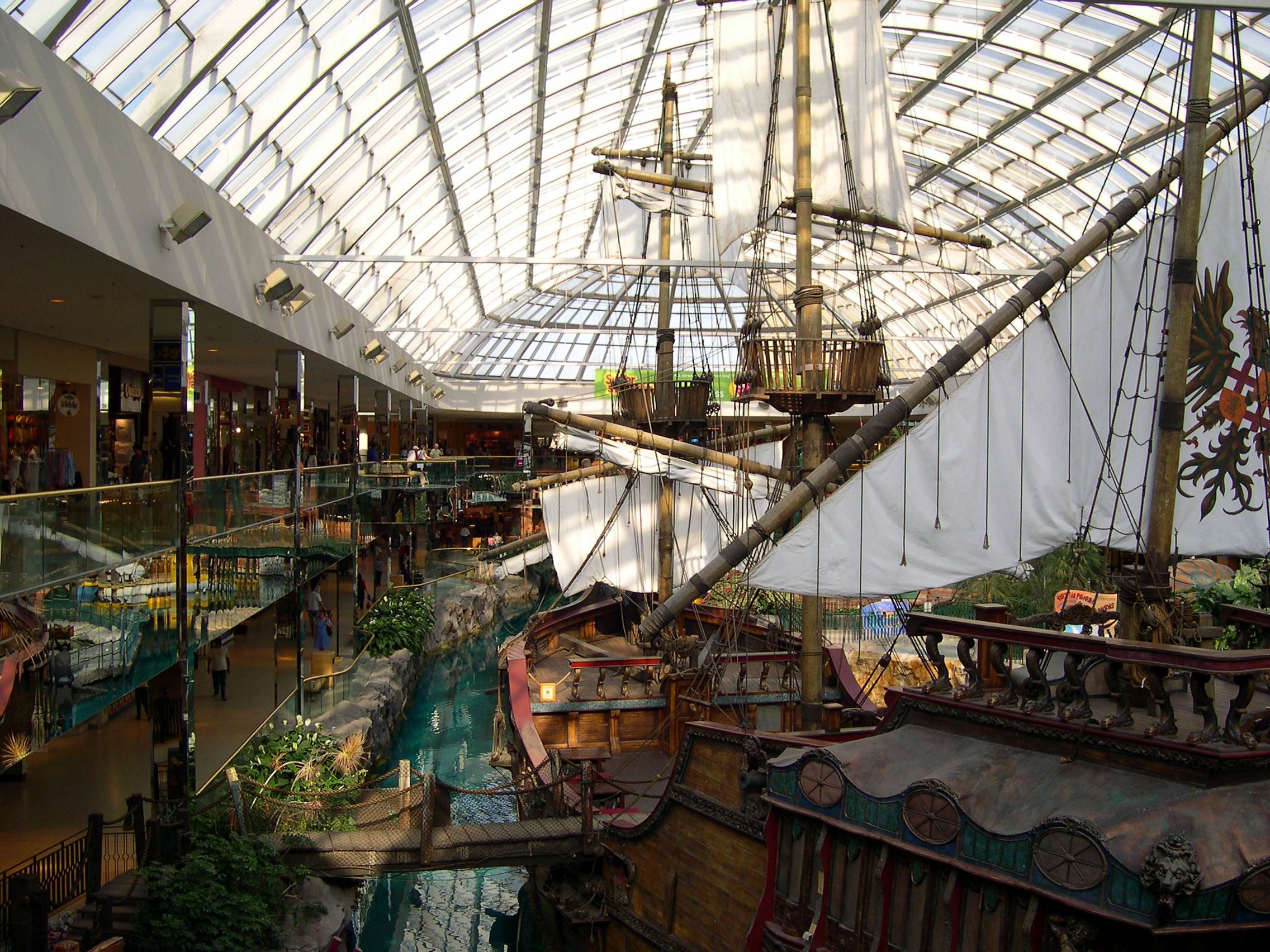
Nachbauschiff der Santa Maria von Columbus im Einkaufszentrum
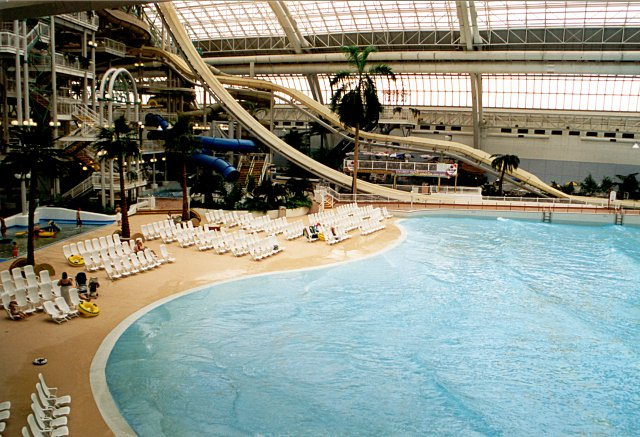
Freizeitbad
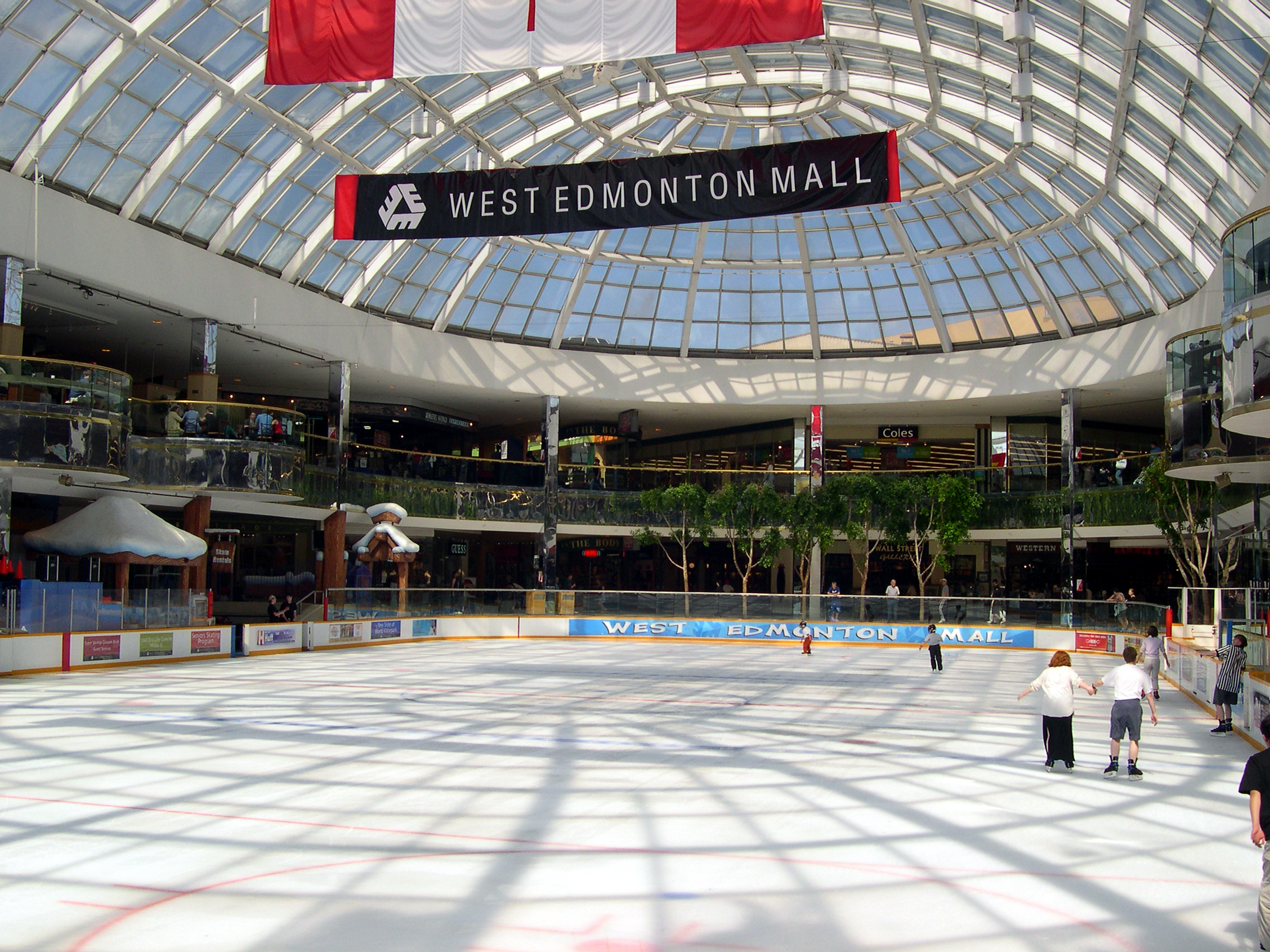
Die Eisbahn